# Apiotoma
Apiotoma là một chi ốc biển, là động vật thân mềm chân bụng sống ở biển trong họ Turridae.

## Các loài
Các loài thuộc chi Apiotoma bao gồm:
- Apiotoma tibiaformis Powell, 1969[2]